# 매너선생님
《매너선생님》은 2016년 공개된 한국의 코미디 영화이다.

## 시놉시스
이상기획 대리 현무(김민기)는 매너의 기본도 모르는 직장인이다. 이에 회사 사장은 직원들의 매너교육을 위해 팀장에게 매너선생님을 고용하라고 지시한다. 그러던 어느 날 갑자기 현무 눈 앞에 나타난 묘령(여민정)은 자신이 매너선생님이라고 소개한다. 묘령은 직장에서 고용한 매너선생님이 아닌 현무에게만 보이는 매너선생님이었던 것. 이후 묘령은 현무가 노크를 하거나 매너있는 행동을 할 때마다 나타나 전방위적인 매너교육을 실시하고, 둘의 사이는 급속하게 가까워지기 시작하는데…

## 출연진
- 김민기 - 현무 역
- 여민정 - 묘령 역
- 조유진 - 유진 역
- 라희 - 타라 역
- 박인수 - 윤대표 역
- 반민정 - 한팀장 역
- 황지후 - 재형 역
- 김도영 - 인서 역
- 엄국현 - 화장실 남 역
- 정유경 - 여고생 1 역
- 김지은 - 여고생 2 역
- 이보미 - 여고생 3 역
- 은지인 - 여직원 1 역
- 황인해 - 여직원 2 역
- 김시운 - 남직원 1 역
- 전재성 - 남직원 2 역
- 김동우 - 남직원 3 역